# Chamín (España)
Chamín (llamada oficialmente Santaia de Chamín) es una parroquia y una aldea española del municipio de Arteijo, en la provincia de La Coruña, Galicia.

## Otras denominaciones
La parroquia también es conocida por el nombre de Santa Eulalia de Chamín y Santa Olaia de Chamín.

## Organización territorial
La parroquia está formada por dieciséis entidades de población, constando cinco de ellas en el nomenclátor del Instituto Nacional de Estadística español:
- A Cachopeira

- A Braña
- A Ponte
- A Sartaña
- Chamín, formado por la unión de los lugares de:
  - Brea (A Brea)
  - Chamín (Chamín de Abaixo)
  - Chamín de Arriba
  - Chamín do Medio
- Espadanoso
- Fente
- Margarida
- Iglesario (O Igrexario)
- Santaia (Santaia de Abaixo)
- Santaia de Arriba
- Vioño

## Demografía

### Parroquia
| Gráfica de evolución demográfica de Chamín (parroquia) entre 2000 y 2018 |
|                                                                          |
| Datos según el nomenclátor publicado por el INE.                         |

### Aldea
| Gráfica de evolución demográfica de Chamín (aldea) entre 2000 y 2018 |
|                                                                      |
| Datos según el nomenclátor publicado por el INE.                     |